# ルキウス・ムナティウス・プランクス
ルキウス・ムナティウス・プランクス（Lucius Munatius Plancus、紀元前87年頃 - 紀元前15年）はプレブス（平民）出身の共和政ローマの政治家・軍人。ガイウス・ユリウス・カエサルの親戚で、紀元前42年に執政官（コンスル）、紀元前22年に監察官（ケンソル）を務めた。18世紀の政治家タレーランは、絶えず忠誠を尽くす相手を変えることによって、非常に危険な状況を生き残った、古典的な例の一つであると述べている。

## 初期の経歴

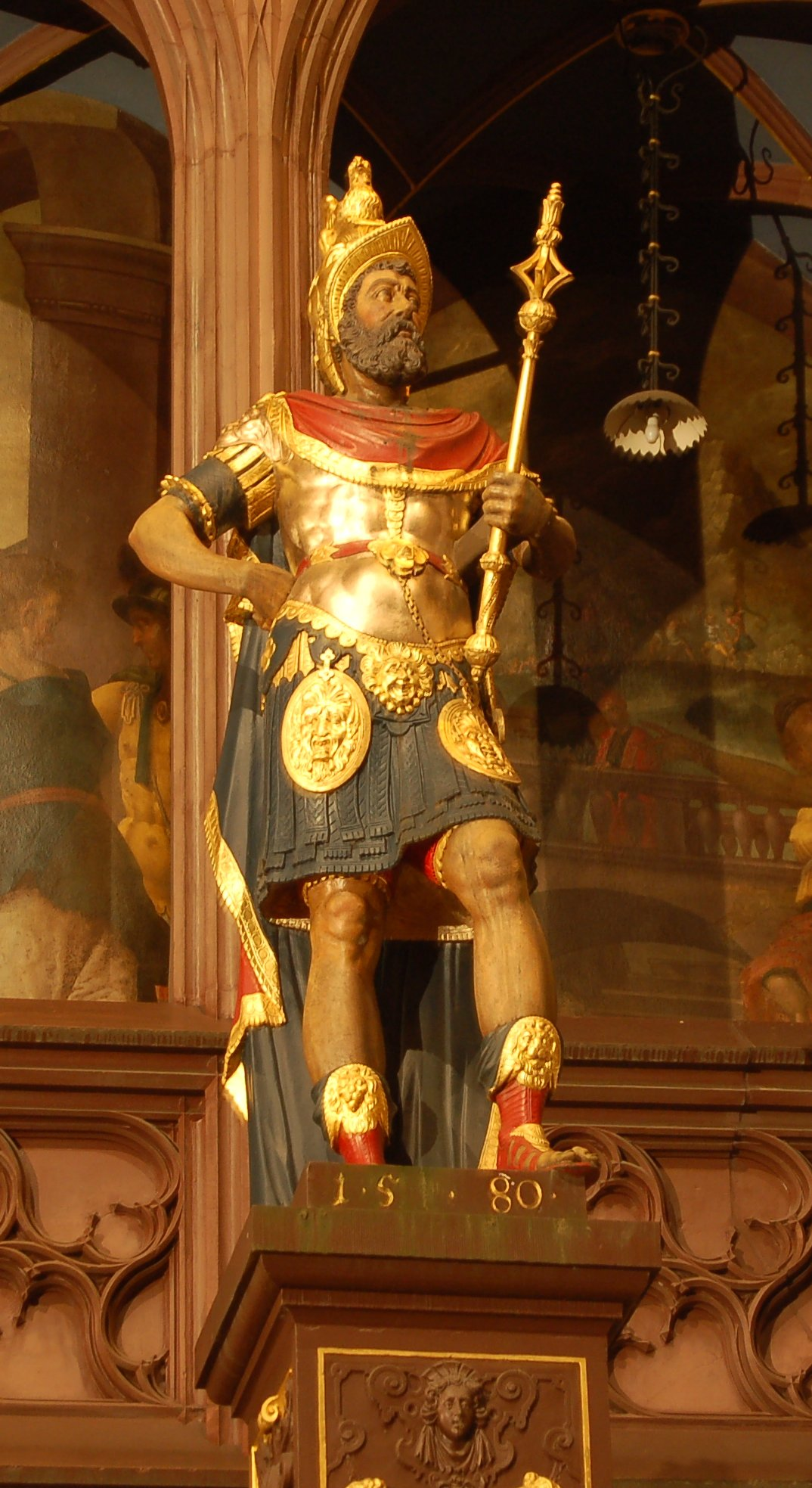
スイスのバーゼル市役所のプランクスの像

プランクスの初期の経歴に関しては、ほとんど分かっていない。父、祖父さらには曽祖父もルキウスというプラエノーメン（第一名、個人名）であることが分かっている程度である。プランクスはガイウス・ユリウス・カエサルの幕僚として、ガリア戦争およびポンペイウスとの内戦を戦った。プランクスの墓標には、彼は植民都市アウグスタ・ラウリカ（en、紀元前44年。現在のバーゼル東方20km）およびルグドゥヌム（en、紀元前43年、現在のリヨン）を建設したと彫られている。いくつかの手紙から、紀元前43年6月にプランクスがダウフィン・アルプスのクラロ（en、現在のグルノーブル）を通過したことが分かる。

## ローマ内戦
紀元前44年3月15日にカエサルが暗殺されたとき、プランクスは執政官代理（プロコンスル）としてガリア・トランサルピナの総督を務めていた。マルクス・アントニウスがデキムス・ユニウス・ブルトゥス・アルビヌスをムティナ（現在のモデナ）で包囲した際には、プランクスはキケロとの間に元老院派軍団の離脱の可能性に関して詳細なやりとりをしている。プランクスは、マルクス・アエミリウス・レピドゥスがブルトゥスを支援するためにプランクスの軍の動きを妨害するであろうから、支援は不可であるとしている。レピドゥス、アントニウス、オクタウィアヌスが第二回三頭政治を開始すると、プランクスはアントニウスを支援した。紀元前42年にはレピドゥスと共に執政官（コンスル）に就任、紀元前40年には前執政官（プロコンスル）としてアシア属州の総督となった。
紀元前36年にアントニウスが17年前に殺害されたクラッススの敵討ちと称してアルメニアとパルティアに軍を進めたとき、プランクスはシリア属州の総督であった。しかし、アントニウスがパルティアに敗れると、プランクスはアントニウスを離れ、オクタウィアヌス陣営に加わった。スエトニウスの『皇帝伝』によると、オクタウィアヌスに対してローマ第二の建国者として「ロムルス」（初代ローマ王）を名乗るのではなく、「アウグストゥス」（尊厳ある者）の称号を名乗るよう提案したのはプランクスである。

## アウグストゥスの隷下
オクタウィアヌスは紀元前29年よりプリーンケプス・セナートゥースの称号を得ていたが、紀元前27年1月16日、アウグストゥスの称号をも得た。
紀元前22年、アウグストゥスはプランクスとパウッルス・アエミリウス・レピドゥスを監察官（ケンソル）に任命した

。彼らの監察官時代は、何かをなしたという理由ではなく、これが実質最後の監察官であったということで有名である。ウェッレイウス・パテルクルスの『ローマ世界の歴史』では、これは双方の監察官にとって恥ずべきことであった。
. . . プランクスとパウッルスの監察官業務は、まるで両者の不和を試すようなもので、彼らの名誉をあげるものではなく、またローマに何かの利益をもたらすものでもなかった。一人には力が無く、もう一人はその性格のため、監察官業務を円滑に行うことは難しかった。パウッルスは監察官としての能力がほとんど無く、他方プランクスはそれを恐れる理由が多々あり、また若い同僚と常に争っていた。 . . .
スエトニウスの『皇帝ネロ伝』 には、ネロの祖父であるキウス・ドミティウス・アヘノバルブスはアントニウスの娘大アントニアと結婚していたが、傲慢で、贅沢で、残酷であり、アエディリス（按察官）にしか過ぎなかったときに、プランクスに道路上で会った際に、監察官プランクスに道を開けさせたと書かれている。この話は、監察官任期完了後のプランクスの評判が悪かったことを示している。

## 墓

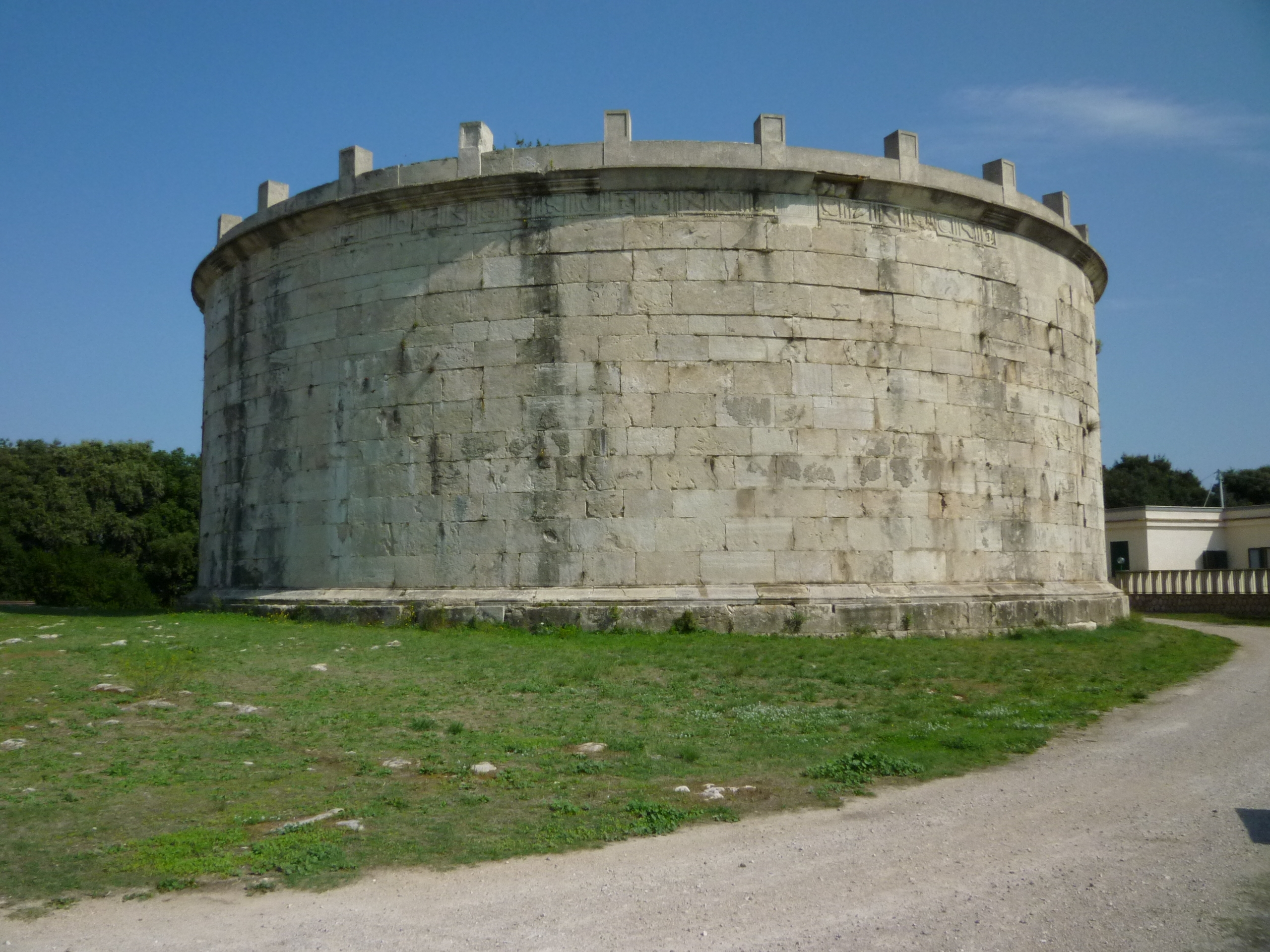
ガエータにあるプランクス霊廟

プランクスは、遺体はずっと前に失われているものの、その墓が現存している数少ない歴史的な人物の一人である。プランクス霊廟は、ガエータの海を見下ろす丘のうえにある巨大な円柱形の墓で、現在は修復されている（19世紀後半に聖母マリアに奉納されている）。彼を讃えて小さな常設展示がされている。

## 子孫
プランクスには一人の息子と一人の娘があった。息子は紀元13年に執政官を務めたルキウス・ムナティウス・プランクスである。ルキウスは監察官時代の同僚パウッルスの娘と結婚した。ルキウスはレガトゥス（副官）としてゲルマニアのライン軍団の反乱鎮圧の支援に出征したが、ほとんど成功しなかった。プランクスの娘ムナティウス・プランキアは悪名高いグナエウス・カルプルニウス・ピソと結婚し、二人の息子、グナエウスとマルクスを産んだ。プランキアとピソ夫婦はゲルマニクス毒殺の容疑で告訴された。シリア属州ではプランキアは一般常識を無視して騎兵の訓練に参加し、毒殺者を雇った。ゲルマニクスの死後、ピソとプランキアはまず属州の支配権を得ようとし、その後ローマに戻った。そこで彼らは内戦を起こし、ゲルマニクスを毒殺した容疑で裁判にかけられた。最後にはアウグストゥスの妻リウィア・ドルシッラが裁判に介入し、プランキアは釈放された。何年も後の紀元34年、プランキアは再び告訴され自殺した。二人の息子は生き残ったが、グナエウス・ピソは名前をルキウス・ピソと名前を変え、後のカリグラ帝時代の紀元39年にアフリカ属州総督を務めている。マルクスに対する告訴はティベリウス帝によって取り下げられている。

## 参考資料
- キケロ『家族について』
- スエトニウス『皇帝伝』
- カッシウス・ディオ 『ローマ史』
- ウェッレイウス・パテルクルス『ローマ世界の歴史』
- タキトゥス『年代記』